# Ray Keech

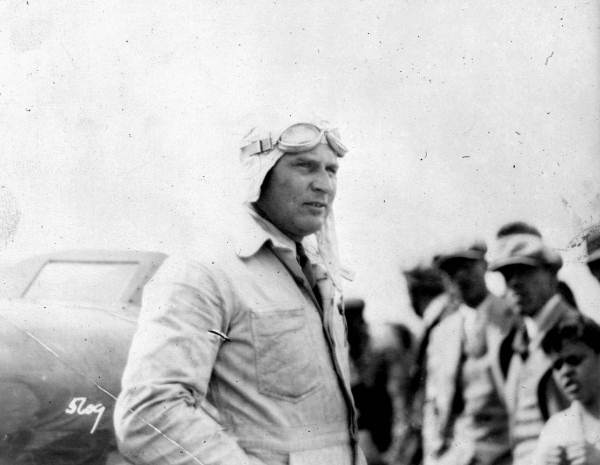
Ray Keech in 1928.

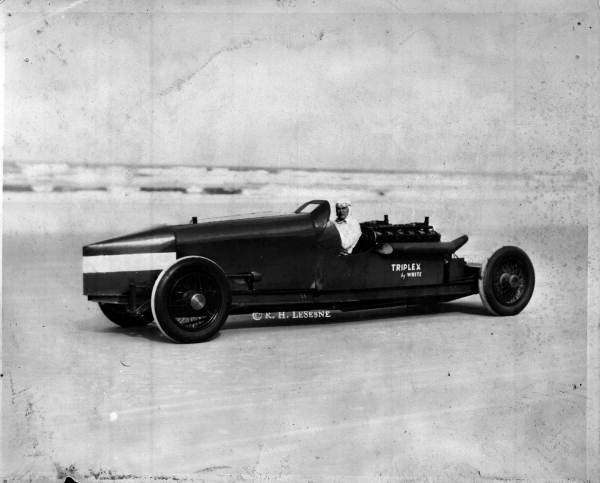
De "White Triplex".

Ray Keech (Coatesville (Pennsylvania), 1 mei 1900 - Tipton (Pennsylvania), 15 juni 1929) was een Amerikaans autocoureur. Hij won de Indianapolis 500 in 1929.

## Carrière
Keech verbeterde op 22 april 1928 op Daytona Beach het wereldsnelheidsrecord op land, in een "White Triplet", een auto die gebouwd werd door J. H. White. Keech vestigde het record op 334,024 km/h. Een maand later nam hij voor de eerste keer deel aan de Indianapolis 500. Nadat hij vanaf de dertiende startplaats was vertrokken, kwam hij op de vierde plaats over de finish. Hij won dat jaar drie American Automobile Association kampioenschapsraces en werd tweede in de eindstand van het kampioenschap.
In 1929 vertrok hij tijdens de Indy 500 vanaf de zesde startplaats. Louis Meyer leidde de race vanaf de 109e ronde, maar moest in de 157e ronde een onvoorziene pitstop maken nadat zijn motor oliedruk verloor. Meyer werd uiteindelijk tweede. Keech had ondertussen de leiding van de race overgenomen en reed zijn Miller naar de overwinning. Amper zestien dagen later overleed Keech na een ongeval tijdens de Altoona 200-Miles race in Tipton, Pennsylvania. Hij werd 29 jaar.